# (5863) Tara
(5863) Tara est un astéroïde Amor découvert le 7 septembre 1983 par Carolyn S. Shoemaker et Eugene M. Shoemaker à l'observatoire Palomar.
Il est nommé d'après la déesse de l'hindouisme Tara.